# Canon EOS 500N
Die EOS 500N (New EOS Kiss in Japan, EOS Rebel G in Nordamerika) kam 1996 auf den Markt und wurde bis 1999 produziert. Diese Kamera folgte der EOS 500 und wurde später von der EOS 300 abgelöst. Sie war im unteren Segment der EOS-Reihe angesiedelt.
Die Kamera war im Kit mit dem Canon EF-Objektiv 28–90 4–5.6, dem 35–80 4–5.6 und mit dem Tamron-Objektiv 28–80 erhältlich. Sie ist baugleich mit der Canon EOS 3000N und war sowohl mit einem silberfarbenen als auch mit einem schwarzen Gehäuse erhältlich.

## Zubehör

### Zubehör
- Batterieteil: zur Stromversorgung mit zwei CR-123-Zellen.
- Handgriff: zur Verbesserung der Haptik und für sichere Aufnahmen mit Selbstauslöser und Ministativ.
- Okularverlängerung
- Augenkorrekturlinsen
- Bereitschaftstaschen

### Blitzgeräte
Im Canon-EOS-System gibt es mehrere Blitzgeräte der EX-Serie mit unterschiedlichen Merkmalen.

### Fernauslösezubehör
Für die Steuerung der EOS 500N aus der Entfernung gibt es eine Reihe von Zubehör, wie z. B. Fernauslösekabel usw.

## Modelle/Versionen
Die EOS 500N wurde auch mit Datenrückwand verkauft. In dieser Ausstattung war die Bezeichnung der Kamera "EOS 500N-QD".